# آرتور مکرتچیان (کشتی‌گیر)
آرتور مکرتچیان (ارمنی: Արթուր Մկրտչյան) یک کشتی‌گیر رشته فرنگی اهل ارمنستان است. که در جام جهانی کشتی ۲۰۱۲ در سارانسک در وزن ۶۰ کیلوگرم موفق به کسب مدال نقره شد.